# Tanjung Jaya (Buay Pemaca)
Tanjung Jaya is een bestuurslaag in het regentschap Ogan Komering Ulu Selatan van de provincie Zuid-Sumatra, Indonesië. Tanjung Jaya telt 2846 inwoners (volkstelling 2010).